# Graham Cooke (rugby à XV)
Pour les articles homonymes, voir Graham Cooke.
Pas d'image ? Cliquez ici

b Matchs officiels uniquement.
Graham Morven Cooke surnommé Kiwi, né le 3 janvier 1912 à Nanango dans le Queensland et mort le 24 mai 1996 près de Coolum (Sunshine Coast), est un joueur de rugby à XV international australien évoluant au poste de deuxième ligne. Il a détenu longtemps le record de la carrière internationale la plus longue, près de seize ans. Il a aussi détenu le record du plus long délai entre deux sélections, treize ans. 

## Carrière
Il dispute son premier test match le 2 juillet 1932 à l'occasion d'un match contre l'équipe de Nouvelle-Zélande. Il dispute son dernier test match contre l'équipe de France le 11 janvier 1948.

## Statistiques en équipe nationale
- 14 sélections
- 3 points (1 essai)
- sélections par année : 3 en 1932, 4 en 1933, 1 en 1946, 4 en 1947, 2 en 1948